# Damian Oko
Damian Oko (Bolesławiec, 22 gennaio 1997) è un calciatore polacco, difensore dello Stal Stalowa Wola.

## Caratteristiche tecniche
È un difensore centrale.

## Carriera
Cresciuto nel settore giovanile dello Zagłębie Lubin, debutta in prima squadra il 28 ottobre 2018 in occasione dell'incontro di Ekstraklasa perso 2-0 contro il Górnik Zabrze.

## Statistiche
Statistiche aggiornate al 14 marzo 2021.

### Presenze e reti nei club
| Stagione        | Squadra         | Campionato      | Campionato | Campionato | Coppe nazionali | Coppe nazionali | Coppe nazionali | Coppe continentali | Coppe continentali | Coppe continentali | Altre coppe | Altre coppe | Altre coppe | Totale | Totale | Totale |
| Stagione        | Squadra         | Comp            | Pres       | Reti       | Comp            | Pres            | Reti            | Comp               | Pres               | Reti               | Comp        | Pres        | Reti        | Pres   | Reti   |        |
| --------------- | --------------- | --------------- | ---------- | ---------- | --------------- | --------------- | --------------- | ------------------ | ------------------ | ------------------ | ----------- | ----------- | ----------- | ------ | ------ | ------ |
| 2018-2019       | Zagłębie Lubin  | EK              | 17         | 0          | CP              | 0               | 0               |                    | -                  | -                  |             | -           | -           | 17     | 0      |        |
| 2019-2020       | Zagłębie Lubin  | EK              | 13         | 0          | CP              | 1               | 0               |                    | -                  | -                  |             | -           | -           | 14     | 0      |        |
| 2020-2021       | Zagłębie Lubin  | EK              | 4          | 0          | CP              | 1               | 0               |                    | -                  | -                  |             | -           | -           | 5      | 0      |        |
| Totale carriera | Totale carriera | Totale carriera | 30         | 0          |                 | 2               | 0               |                    | -                  | -                  |             | -           | -           | 32     | 0      |        |